# Nathan Gassama
Nathan Gassama (Évry, 5 gennaio 2001) è un calciatore francese, difensore del Baltika.

## Biografia
Nato a Évry, ha origini maliane.

## Caratteristiche tecniche
È un difensore centrale.

## Carriera
Cresciuto nel settore giovanile del Nantes, riesce a debuttare solo nella squadra riserve. Ceduto al Troyes nel 2022, anche col club del Grand Est trova spazio solo con la seconda squadra, passando così al SO Cholet, club della terza divisione francese. Nel 2023 lascia la Francia per trasferirsi in Bulgaria, firmando un contratto con la compagine dello Slavia Sofia, militante in massima serie.
Il 5 agosto 2023 firma un contratto quadriennale coi russi del Baltika. Il 28 novembre mette a segno la sua prima rete, portando momentaneamente sul 2-1 i suoi in occasione dell'incontro di Coppa di Russia contro la Lokomotiv Mosca.

## Palmarès

### Club

#### Competizioni nazionali
- Pervaja Liga: 1

Baltika: 2024-2025